# Victoria Whitney
Victoria Whitney (1990) è un'ex sciatrice alpina canadese.

## Biografia
Attiva in gare FIS dal dicembre del 2005, in Nor-Am Cup la Whitney esordì l'8 dicembre 2006 a Lake Louise in discesa libera, senza completare la prova, conquistò tre podi (il primo il 15 dicembre 2008 a Panorama in supergigante, sua unica vittoria; l'ultimo il 10 dicembre 2009 a Lake Louise in discesa libera, 3ª) e prese per l'ultima volta il via il 3 gennaio 2010 a Val Saint-Côme in slalom speciale, senza completare la prova. Si ritirò al termine di quella stessa stagione 2009-2010 e la sua ultima gara fu lo slalom gigante dei Campionati canadesi 2010, disputato il 26 marzo a Nakiska e non completato dalla Whitney; in carriera non debuttò in Coppa del Mondo né prese parte a rassegne olimpiche o iridate.

## Palmarès

### Nor-Am Cup
- Miglior piazzamento in classifica generale: 11ª nel 2009
- 3 podi:
  - 1 vittoria
  - 2 terzi posti

#### Nor-Am Cup - vittorie
| Data             | Località | Paese  | Specialità |
| ---------------- | -------- | ------ | ---------- |
| 15 dicembre 2008 | Panorama | Canada | SG         |

Legenda:

SG = supergigante